# Cymatomerella spilophora
Cymatomerella spilophora is een rechtvleugelig insect uit de familie sabelsprinkhanen (Tettigoniidae). De wetenschappelijke naam van deze soort is voor het eerst geldig gepubliceerd in 1870 door Walker.
1. ↑  (en) Cymatomerella spilophora op de IUCN Red List of Threatened Species.